# Тюнг
Тюнг (якут. Түҥ) — река в Якутии, левый приток Вилюя. Ширина реки в устье составляет 150 м, а глубина — до 2 м. Скорость течения составляет 0,6 м/с.

## География
Длина реки — 1092 км, площадь бассейна — 49 800 км². Берёт начало в северо-восточной части Среднесибирского плоскогорья на высоте 460 метров. Протекает по горным районам в восточном направлении, а затем по Центральноякутской низменности — в юго-восточном. На всём протяжении находится на территории Якутии. Впадает в 4 км выше Вилюйска в Вилюй. В бассейне реки имеются песчаные дюны, которые занимают площадь 167 км².

## Притоки
- Левые: Чимидикян, Диппа, Арга-Тюнг
- Правые: Тюнгкян

## Гидрология
Среднегодовой расход воды — составляет 180 м³/с. Замерзает в октябре, вскрывается во второй половине мая, начале июня.

## Хозяйственное использование
Судоходна на расстоянии 273 км от устья.